# Olivier Polge
Pour les articles homonymes, voir Polge.
Olivier Polge, né en 1974 à Grasse, est un parfumeur français. Après 16 ans chez International Flavors and Fragrances, il rejoint Les Parfums Chanel en 2013, dont il devient le nez en février 2015, succédant à son père, Jacques Polge.

## Biographie
Avant de commencer une carrière dans la parfumerie, Olivier Polge étudie l'histoire de l'art. Il commence à travailler chez Charabot, usine de sa ville natale à Grasse spécialisée dans la transformation d'ingrédients pour la parfumerie, puis rejoint ACM à Genève. À partir de 1998, Olivier Polge travaille chez International Flavors and Fragrances, société de création de parfums, à New York . Il revient en France en 2003 toujours chez IFF, où il signe ses premières créations, dont le parfum Dior Homme en 2005.
En 2009, Olivier Polge est lauréat du Prix International du parfum, et ce pour cinq de ses créations. Le prix lui est remis par William Christie, président du jury.
En 2012, Olivier Polge participe à la création de SpiceBomb de Viktor & Rolf, de La Vie est belle de Lancôme, et de Repetto pour la marque éponyme en 2013. En septembre 2013, il intègre Les Parfums Chanel. Il y rejoint Christopher Sheldrake, directeur de recherche et développement du laboratoire, mais aussi son père Jacques Polge qui y travaille comme parfumeur depuis 1978. Olivier Polge succède à ce dernier au sein de Chanel avec l'objectif « de garantir la conservation d’un patrimoine olfactif unique, et d’innover » au début de l'année 2015.
Il a créé en 2015 N°5 L'Eau, eau de parfum dérivée N°5.
En 2018, il a créé la version parfum de Bleu de Chanel,.